# 1976 ve filmu

## Československé filmy
- Léto s kovbojem (režie: Ivo Novák)
- Malá mořská víla (režie: Karel Kachyňa)
- Marečku, podejte mi pero! (režie: Oldřich Lipský)
- Na samotě u lesa (režie: Jiří Menzel)
- Zítra to roztočíme, drahoušku…! (režie: Petr Schulhoff)

## Zahraniční filmy
- Korida lásky (Ai no Korīda), (režie: Nagisa Oshima)
- Nevinný (režie: Luchino Visconti)
- King Kong (režie: John Guillermin)
- Muž, který spadl na Zemi (režie: Nicolas Roeg)
- Přejezd Kassandra (režie: George P. Cosmatos)
- Přepadení 13. okrsku (režie: John Carpenter)
- Taxikář (režie: Martin Scorsese)
- Všichni prezidentovi muži (režie: Alan Pakula)

## Nejvýnosnější filmy ve Spojených státech
První desítka filmů, které přinesly v USA nejvyšší výnosy:
| Pořadí | Film                      | Studio                                               | Výnos        |
| ------ | ------------------------- | ---------------------------------------------------- | ------------ |
| 1.     | Rocky                     | United Artists Pictures                              | $117,235,147 |
| 2.     | To Fly!                   | National Air and Space Museum                        | $86,600,000  |
| 3.     | Zrodila se hvězda         | Warner Bros.                                         | $80,000,000  |
| 4.     | Všichni prezidentovi muži | Warner Bros.                                         | $70,600,000  |
| 5.     | Přichází Satan!           | 20th Century Fox                                     | $60,922,980  |
| 6.     | In Search of Noah's Ark   | Sunn Classic Pictures                                | $55,700,000  |
| 7.     | King Kong                 | Paramount Pictures                                   | $52,614,445  |
| 8.     | Stříbrný šíp              | 20th Century Fox                                     | $51,079,064  |
| 9.     | The Enforcer              | Warner Bros.                                         | $46,236,000  |
| 10.    | Bitva o Midway            | Universal Studios / Cinema International Corporation | $43,220,000  |

## Události
- 22. března – George Lucas začal točit Hvězdné války. Vzdal se odměny režiséra (500 tisíc USD) výměnou za úplná vlastnická práva. Učinil jedno z nejvýnosnějších rozhodnutí v dějinách filmu.
- 3. listopad – Premiéra hororového filmu Carrie podle románu Stephena Kinga, režie Brian De Palma, v hlavní roli Sissy Spacek